# Sandrine Le Feur
Sandrine Le Feur, née le 18 mars 1991 à Saint-Brieuc, est une femme politique française.
Agricultrice, membre de La République en marche, elle est élue députée dans la quatrième circonscription du Finistère lors des élections législatives de 2017, puis réélue lors des élections législatives de 2022 et de 2024. Le 20 juillet 2024, elle est élue présidente de la commission du développement durable et de l'aménagement du territoire.

## Biographie

### Origine et formation
Sandrine Le Feur, née le 18 mars 1991, est originaire de Pléguien, dans les Côtes-d'Armor, fille d'un agent du Gaz de France et d'une assistante familiale. Après l'obtention d'un baccalauréat scientifique au lycée agricole de Suscinio à Morlaix, elle poursuit ses études à Rennes. Elle décide d'arrêter son école d'ingénieurs en 2011 pour se former en agriculture avec un BTS agricole ACSE au lycée Pommerit. Durant cette formation, où elle évolue, en tant qu'unique femme, dans le bio, elle devient adhérente à la Confédération paysanne.

### Parcours professionnel
Début 2015, elle rejoint l'exploitation agricole avec son compagnon, conseiller municipal à Pleyber-Christ (Finistère). Elle cultive en bio des légumes (choux, carottes, betteraves, pommes de terre...) ainsi que des céréales, et élève des animaux (vaches Highlands, moutons).
Après avoir développé un concept de ruches (points de dépôt chez des particuliers) en 2012, elle co-fonde en 2013 l'« épicerie locale et collaborative de Pleyber » (Elocop). Le magasin de vente directe, ouvert en 2014, regroupe une trentaine de producteurs locaux,. En tant que présidente, elle met en place des actions qui valorisent les circuits courts.

### Députée de laXVelégislature
Début janvier 2017, elle rejoint le comité local d'En marche à Morlaix pour soutenir la candidature d'Emmanuel Macron à l'élection présidentielle. Elle se dit convaincue par le discours de ce dernier « sur la libération du travail mais assortie de protections », en tant que « cheffe d’entreprise ». Richard Ferrand, secrétaire général de La République en marche, lui suggère de se présenter aux élections législatives. Sa candidature est également encouragée par Christophe Castaner et François de Rugy. Investie par LREM en février, elle fait campagne en tant que candidate issue de la société civile dans la 4e circonscription du Finistère (celle de Morlaix). Elle ressort, selon Sylvia Zappi du Monde, « pratiquement humiliée » de son débat télévisé avec Maël de Calan (Les Républicains), son principal adversaire qui « [met] clairement en doute ses capacités pour siéger à l’Assemblée nationale » et qui est soutenu par le Premier ministre Édouard Philippe. Elle bénéficie quant à elle du soutien de Christophe Castaner, porte-parole du gouvernement.
Elle arrive en tête du premier tour avec 30,25 % des voix, devant Maël de Calan (28,52 %), puis l'emporte au deuxième tour avec 52,14 % des suffrages,. Elle rompt ainsi l'hégémonie du Parti socialiste sur la circonscription.
Elle fait partie des quatorze agriculteurs élus à l'Assemblée nationale en 2017. Elle intègre la commission du Développement durable et de l'Aménagement du territoire.
Ayant d'abord l'intention de rejoindre le nouveau groupe Écologie démocratie solidarité, elle renonce quelques heures avant la conférence de presse annonçant son lancement,,.

#### Prises de position
En 2018, lors de l'examen du projet de loi dit EGalim, elle défend, avec un amendement signé par 45 députés, l'interdiction dès 2021 du glyphosate, promise par Emmanuel Macron mais finalement exclue de la version votée par l'Assemblée, la majorité privilégiant un délai plus long,.
En juillet 2019, dans un communiqué commun avec Erwan Balanant, député MoDem, elle explique avoir voté contre la ratification de l'Accord économique et commercial global, dit CETA, pour « réclamer une nouvelle génération d’accords internationaux », « durables et équitables ».
Le 24 novembre 2020, elle fait partie des dix députés LREM qui votent contre la proposition de loi relative à la sécurité globale.
Fin novembre 2020, elle lance un appel à relancer la liniculture et la culture du chanvre dans le Nord-Finistère. Un territoire où elles étaient implantées au XVIe siècle. Elle indique souhaiter y développer une agriculture biologique dans ce domaine.
Dans le cadre de l'examen du projet de loi Climat-Résilience, elle dépose 52 amendements. Celui sur la possibilité pour le public de s’informer sur les projets miniers et de participer à leur élaboration tout au long de leur existence, est adopté. Ceux visant à taxer les engrais azotés sont repoussés. Elle se déclare par ailleurs « très en colère » contre la ré-autorisation d’épandre des néonicotinoïdes, des insecticides tuant les abeilles. Une vidéo filmée à son insu lors d'une rencontre avec des paysans la montre traiter le ministre de l'Agriculture Stéphane Travert de « salaud ».
Ses votes à l’Assemblée nationale ne la situent cependant pas parmi les députés les plus actifs pour la protection de l'environnement. Elle a ainsi voté contre l’interdiction d’importer des denrées produites en utilisant des substances interdites dans l’Union européenne ; contre le maintien des petites lignes ferroviaires ; contre la gratuité des services publics de transport en commun en cas de pollution et s’est abstenue sur l’interdiction du glyphosate.
Elle indique avoir envisagé de quitter LREM avant d'y renoncer : « en restant au sein de la majorité, je suis plus utile. Il faut bien le dire, dans l’opposition, vous ne faites rien avancer. »

### Députée de la XVIelégislature
Sandrine Le Feur se représente dans sa circonscription lors des élections législatives de 2022, sous l'étiquette Ensemble !. Elle arrive en tête du premier tour, devançant la candidate investie par la Nupes, Sylvaine Vulpiani. Elle bénéficie du soutien de Jean-Yves Le Drian. Elle est réélue le dimanche 19 juin 2022, récoltant 54,4 % des voix.

#### Prises de position
En septembre 2023, elle prend position en faveur de la réindustrialisation du Pays de Morlaix par la culture du lin.

### Députée de la XVIIelégislature
Elle est réélue le dimanche 7 juillet 2024, récoltant 39,4 % des voix dans une triangulaire. Elle est élue présidente de la commission du développement durable et de l'aménagement du territoire. Elle a été nommée co-rapporteur de la mission d'information sur le ZAN (zéro artificialisation nette) qu'elle a initiée le 13 novembre 2024.